# Сарамеев Игал
Сарамеев Игал — река в России, протекает по Нижневартовскому и Александровскому районам Томской области и Ханты-Мансийском АО, по части реки проходит граница между этими регионами. Устье реки находится в 110 км по правому берегу реки Трайгородская. Длина реки составляет 12 км.

## Данные водного реестра
По данным государственного водного реестра России, относится к Верхнеобскому бассейновому округу, водохозяйственный участок реки — Обь от впадения реки Васюган до впадения реки Вах, речной подбассейн реки — Васюган. Речной бассейн реки — (Верхняя) Обь до впадения Иртыша.